# Ostrea aculeata
Ostrea aculeata (лат. Ostrea aculeata) врста је шкољки из породице правих острига (Ostreidae).

## Статус
Неприхваћен (синоним)

## Прихваћено име
Mimachlamys varia (Linnaeus, 1758)

## Оригинални извор
- Gmelin, J.F. (1791). Vermes. In: Gmelin J.F. (Ed.) Caroli a Linnaei Systema Naturae per Regna Tria Naturae, Ed. 10. Tome 1(6). G.E. Beer, Lipsiae [Leipzig]. pp. 3021-3910. , расположиво онлајн на http://www.biodiversitylibrary.org/item/83098#5